# سبتان (گروه موسیقی)
سبتان (انگلیسی: Sabaton تلفظ [ˈsæbəˌtɑn]) یک گروه موسیقی پاورمتال از فالون سوئد است. درون‌مایهٔ بیشتر ترانه‌های این گروه دربارهٔ جنگ‌ها، رخدادهای تاریخی و اعمال قهرمانانه است و نام این گروه اشاره به کفشی آهنین دارد که شوالیه های قرون میانه به پا می‌کردند.

## شکل گیری و اولین آلبوم (1999–2009)
ساباتون در دسامبر سال 1999 تشکیل شد. پس از ضبط اولین آهنگ ها در استودیوی آلف پیتر تاگتگرن ، The Abyss ، با دو سابقه ضبط با Sabaton با چند برچسب ضبط تماس گرفت. این گروه با لیبل ایتالیایی Underground Symphony آواز خواند که سپس در سطح بین المللی ، CD تبلیغاتی Fist for Fight را منتشر كرد. این دیسک که از دو نوار دموی ضبط شده بین سال های 1999 و 2000 تقطیر شده بود ، برای تبلیغ نسخه های آینده Sabaton بود. در سال 2002 ، یک آلبوم جدید ، متالیزر ضبط شد و قرار بود توسط Underground Symphony به عنوان اولین آلبوم گروه توزیع شود. پس از دو سال انتظار ، که در طی آن گروه اجراهای مختلفی را در سراسر سوئد برگزار کرد ، آلبوم کنار گذاشته شد.